# Ichneumon craterorum
Ichneumon craterorum là một loài tò vò trong họ Ichneumonidae.